# Ácido 3-bromobenzoico
Ácido 3-bromobenzoico é o composto orgânico de fórmula C7H5BrO2 e massa molecular 201,03, um dos três isômeros ácido bromobenzoico.
É solúvel em metanol a 50 mg/mL, resultando em líquido claro e incolor.
É um composto irritante dos pulmões, olhos e pele.
É metabolizado por variedade mutantes de Ralstonia eutrophus resultando em halodienodiol enantiopuro (homoquiral), os quais tem aplicação em síntese orgânica.